# دائرة تارودانت
دائرة تارودانت هي إحدى دوائر إقليم تارودانت، التابع لجهة سوس ماسة، المملكة المغربية. تضم الدائرة 16 جماعات قروية، وبلغ عدد سكانها 117760 فرداً سنة 2004 حسب الإحصاء الرسمي للسكان والسكنى. يتبع للدائرة 19 مشيخة و344 دوار.

## التقسيمات الإداريّة
تعتبر دائرة تارودانت إحدى الدوائر المشكّلة لإقليم تارودانت، وهو التقسيم الإداري من المستوى الرابع المعتمد في المغرب. ينقسم إقليم تارودانت إلى 82 جماعات قروية تختلف من حيث السكان والمساحة، والتي بدورها تنقسم إلى مشيخات تضم عدداً من الدواوير.